# Fritz von Herzmanovsky-Orlando

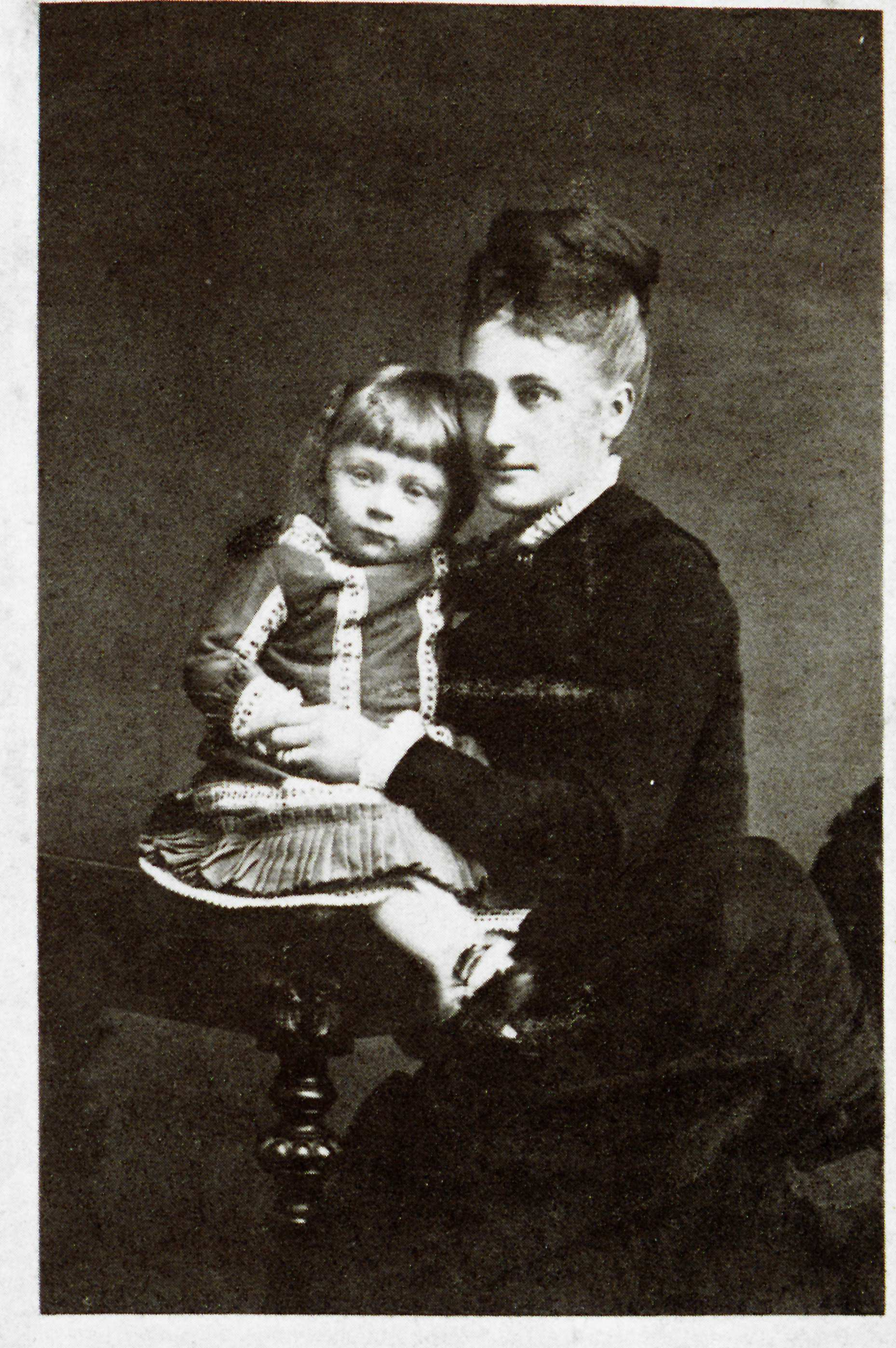
Josef Löwy: Aloisia von Orlando y su hijo Friedrich (1880)

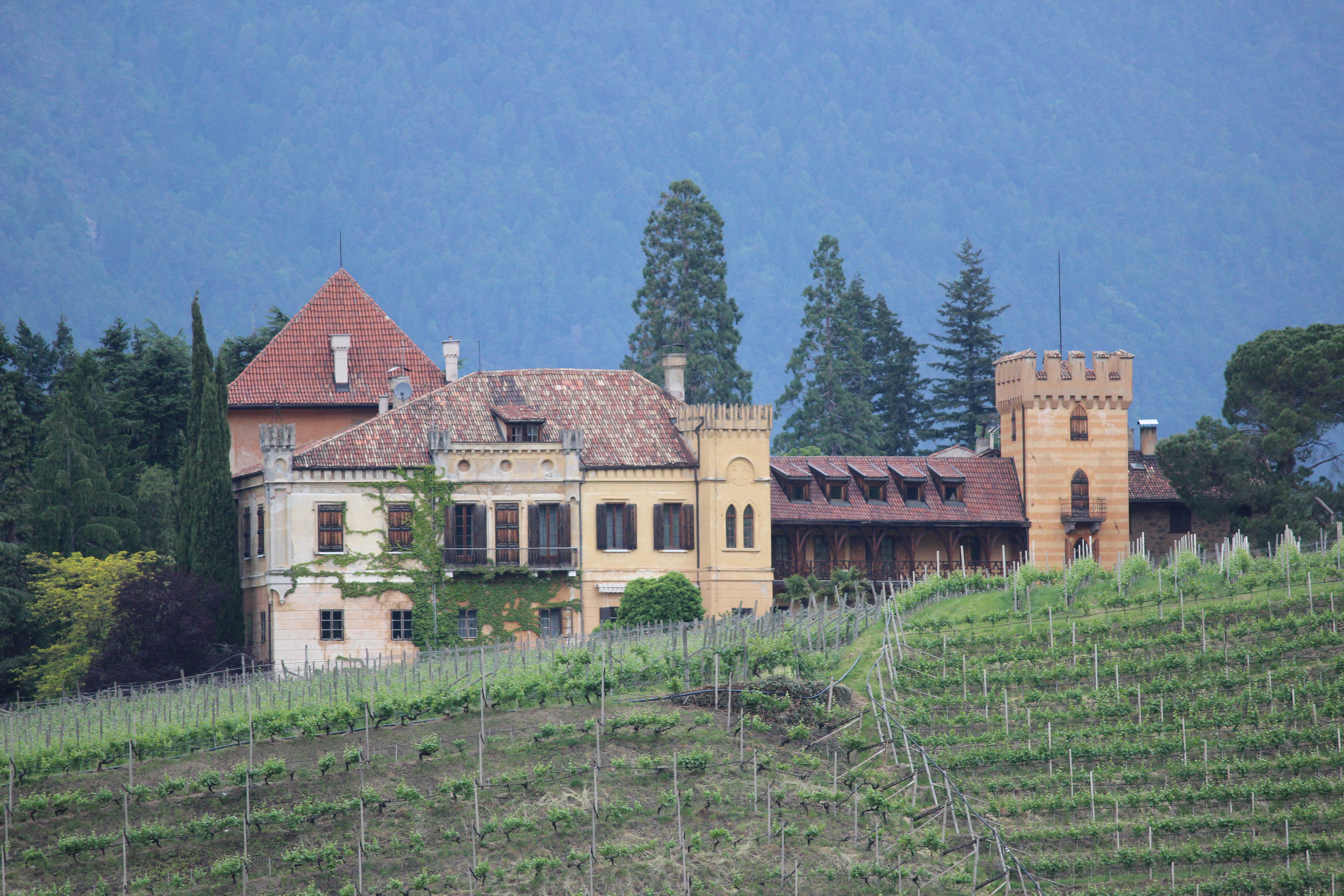
Castillo de Rametz

Fritz von Herzmanovsky-Orlando (Viena, 30 de abril de 1877 — Merano, 27 de mayo de 1954) fue un escritor y dibujante austríaco.

## Biografía
Fritz von Herzmanovsky-Orlando era hijo de Emil Josef Ritter von Herzmanowsky, un k.k. de Tarnów. Funcionarios ministeriales del Ministerio de Agricultura y su esposa, Aloisia de Orlando, quien nació en Kosmonosy. Asistió a la escuela secundaria " Theresianum" en Viena. Luego completó un curso de construcción de edificios en Universidad de Tecnología de Viena en 1896–1903. Al año y medio siguiente conoció a su amigo de toda la vida Alfred Kubin y encontró en Munich el círculo de "Kosmiker" alrededor de Karl Wolfskehl, Ludwig Klages y Alfred Schuler. Herzmanovsky-Orlando trabajó como empleado en 1904/05, luego como independiente arquitecto. En 1911/12 renunció a su trabajo debido a dolorosa crónica tuberculosis renal. Como era financieramente independiente desde el principio, vivió desde entonces como corsario para el arte, el dibujo, el coleccionismo, la restauración y la escritura. La enfermedad condujo a varias curas y viajes al sur. Entre otras cosas, vino con su esposa Carmen Maria Schulista, con quien se había casado en Viena el 25 de febrero de 1911, al noreste Adria en 1913, y en 1914 a Egipto, Sicilia y el sur de Italia durante más de cuatro meses. En 1916 se mudó a Merano hasta 1918 debido a una enfermedad.
Desde principios de 1918, también tenía el apellido materno con permiso oficial. La familia de su madre regresó a Suiza Uradel, su abuelo Friedrich von Orlando era dueño de Rittergut en Kleindehsa en el Imperio alemán. Herzmanovsky-Orlando incluso fingió su árbol genealógico antes de la cruzadas. Herzmanovsky-Orlando había sido miembro de NSDAP desde 1932.
Debido a la anexión de Austria al 3 Reich alemán en 1938, se convirtió en ciudadano alemán, Herzmanovsky-Orlando fue forzado por el acuerdo de opción 1940 para abandonar el Tirol del Sur. Debido a que no podía vivir al norte de los Alpes debido a una enfermedad, se mudó a Malcesine en Lago de Garda. No volvió a Merano hasta 1949. Pasó los últimos años de su vida en el cercano castillo de Rametz, donde murió el 17 de mayo de 1954 de uremia.
Herzmanovsky pasó muchos veranos en su villa en Ebensee-Rindbach, la casa de vacaciones de su familia. Aquí recibió varios invitados, entre ellos el periodista Anni Hartmann y Hedi Juer, su media hermana que vive en Australia.
En 1970, el Herzmanovsky-Orlando-Gasse lleva su nombre en Viena - Floridsdorf (distrito 21).

## Obra
Fritz von Herzmanovsky-Orlando solo pudo publicar muy poco durante su vida. Muchas de sus obras solo están disponibles en forma incompleta. Su extensa obra literaria, que consiste principalmente en prosa y obras de teatro, solo se conoció póstumamente a través de la edición completa iniciada por Friedrich Torberg.
Torberg, sin embargo, intervino fuertemente en los textos de Herzmanovsky-Orlando, lo que provocó fuertes críticas por parte de los estudios literarios. Por ejemplo, en el "Juego de Máscaras del Genio", Torberg cambió el nombre del "Imperio de Tarock e" completamente arbitrariamente de "Tarockei" a "Tarockanien", aparentemente basado en el término "Kakanien" en Robert Musil s  Hombre sin cualidades . Herzmanovsky-Orlando, sin embargo, tenía una cierta armonía con Turquía o el anterior Bizancio. Solo la segunda edición completa, publicada por germanistas dos décadas después, ofrece un texto original confiable.